# Die Wannabes – Popstars undercover
Die Wannabes – Popstars undercover (Originaltitel: The Wannabes) ist eine US-amerikanische Jugendserie. Die Jugendserie wurde von Doreen Spicer-Dannelly kreiert, die bereits für Disney's Jump In! und Die Prouds zuständig war. Sie verfolgt das Leben von Highschoolstudenten, die Bühnenkunst studieren und Popstars werden wollen. Die fünf Stars der Serie sind vom Pop-Plattenlabel Savvy.

## Serienproduktion
Der Drehbeginn war am 3. August 2009 in Howell, Michigan auf dem Campus der Parker High School. 26 Folgen waren für die 1. Staffel geplant. Ursprünglich war als Drehort Houston, Texas vorgesehen. Die Fernsehserie wurde von Savvy Productions, LLC und Stern-LeMaire Productions Inc. produziert, und Bradford Licensing LLC war der Distributor. Einer der Produzenten, Christine LeMaire, erklärte, dass es sich nicht um eine Original-Disney-Channel-Fernsehserie handele: „Nein, es ist eine unabhängige Produktion, die an ausländische Fernsehsender lizenziert wird. Wir haben sie noch nicht in den USA verkauft. Wir wissen nicht, welches Network uns in den USA auswählen wird.“ "No, it is an independent production licensed to overseas networks. We have not shopped the U.S. yet. We don't know which network will pick us up here in the USA."

## Handlung
The Wannabes folgt sechs Highschool-Studenten, die ein Bühnenkunstinternat besuchen und hoffen, dort zu Popstars zu werden, bis sie erkennen, dass die Akademie nur klassische Musik und Tanz lehrt. Während der Serie sehen sich diversen Problemen gegenüber, die ihre Karriere und ihr Teenagerleben betreffen. Natürlich möchten sie auch das Nachsitzen vermeiden, das der mürrische Schulleiter gerne verhängt.

## Premiere
Obwohl sie nicht in Australien gefilmt und produziert wurde, hatte die Fernsehserie ihre Premiere am 14. Juni 2010 bei den Fernsehsendern ABC1 und ABC3 der Australian Broadcasting Corporation auf einem Sendeplatz, der sich an Tweens richtet.

## Rezeption
Die New York Times bewertet die Sendung als „synthetische, aber harmlose Ausführung eines internationalen Unterhaltungsproduktes“ ("synthetic but inoffensive piece of international entertainment product").
In Israel erreicht sie 2010 90 % der sechs- bis zwölfjährigen Fernsehzuschauer.

## Besetzung
Die deutsche Synchronisation entstand nach dem Dialogbuch von David Turba unter der Dialogregie von Tobias Müller durch die Synchronfirma Interopa Film in Berlin.
| Rolle            | Schauspieler            | Hauptrolle (Staffel) | Nebenrolle (Staffel) | Synchronsprecher |
| ---------------- | ----------------------- | -------------------- | -------------------- | ---------------- |
| Drew Robinson    | Drew Reinartz           | 1–                   |                      | Julius Jellinek  |
| Shaylen Carlson  | Shaylen Carroll         | 1–                   |                      |                  |
| Andrew Stark     | Andrew Bowen Stern      | 1–                   |                      | Dirk Stollberg   |
| Sarah Moody      | Sarah Gabrielle LeMaire | 1-                   |                      | Anne Helm        |
| Mariah Pettigrew | Mariah Parks            | 1-                   |                      | Luisa Wietzorek  |
| Alan Taskin      | Alan Shaw               | 1–                   |                      | Marcel Mann      |
| Mr. Frank Moody  | Steven Scott            | 1–                   |                      |                  |
| Mr. Pesckow      | David LaDuca            | 1–                   |                      |                  |
| Jillian          | Rachel Broussard        | 1–                   |                      |                  |

## Episodenliste
| Folge | Folge der Staffel | Titel (deutsch)                    | Originaltitel               |
| ----- | ----------------- | ---------------------------------- | --------------------------- |
| 1     | 1                 | Los geht's                         | The Wannabes Are Gonna Be   |
| 2     | 2                 | Mädchen gegen Jungs                | Guys Rock, Girls Rule       |
| 3     | 3                 | Willkommen in der Wirklichkeit     | Tough Cookies               |
| 4     | 4                 | Der Rock-Wettbewerb                | Mall Beasts                 |
| 5     | 5                 | Der Tag der Erde                   | Earth Day                   |
| 6     | 6                 | Drew, der Filmstar                 | All About Drew              |
| 7     | 7                 | Mac-mac-mac-Mackerson              | She Drives Me Crazy         |
| 8     | 8                 | Die Tanzprüfung                    | The Last Tango At Highlands |
| 9     | 9                 | Eine gegen alle und alle für eine! | Art School Of Hard Knocks   |
| 10    | 10                | Der Präsident                      | The Candidate               |
| 11    | 11                | Der Diamantenraub                  | The Play's The Thing        |
| 12    | 12                | Spuk in der Schule                 | Haunted Highlands           |
| 13    | 13                | Der Tanzmeister                    | Dance Revolution            |
| 14    | 14                | Korb um Korb                       | Space Invaders              |
| 15    | 15                | Die Känguru-Band                   | Playful Platypus            |
| 16    | 16                | Das Frühlingsfest                  | Break/Dance                 |
| 17    | 17                | Der neue Club                      | Whacky Manager              |
| 18    | 18                | Das Spiel der Liebe                | Indirect TV                 |
| 19    | 19                | Krieg der Streiche                 | Prank Wars                  |
| 20    | 20                | Liederdiebstahl (1)                | The Plagiarist, Part 1      |
| 21    | 21                | Liederdiebstahl (2)                | The Plagiarist, Part 2      |
| 22    | 22                | Die Tiere sind los                 | Stuck In The Mall           |
| 23    | 23                | Die unbekannte Band                | Internet Sensation          |
| 24    | 24                | Das Interview                      | Beyond the Music            |
| 25    | 25                | TBA                                | Classroom Musical Part One  |
| 26    | 26                | TBA                                | Classroom Musical Part Two  |